# Szymon Machabeusz
     sytuacja w 143 p.n.e.
     tereny podbite

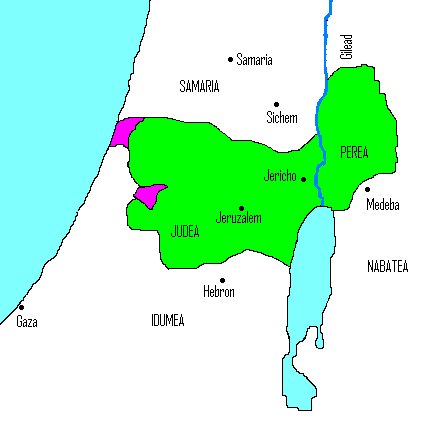
Państwo Machabeuszy za Szymona Machabeusza
sytuacja w 143 p.n.e.
tereny podbite

Szymon Machabeusz zwany Tatis (Tasi) (zm. 135 p.n.e. koło Jerycha) – arcykapłan, etnarcha Judei od 140 p.n.e., jeden z przywódców antysyryjskiego powstania.

## Życiorys
Szymon nosił przydomek Tatis (Tasi, Tassi), czyli „Gorliwy”. Przydomek Machabeusz ściśle rzecz biorąc nosił jego młodszy brat – Juda. Z czasem zaczęto określać mianem Machabeuszy całą rodzinę. Szymon pochodził z pokolenia Jojariba, potomka Aarona. Był drugim synem Matatiasza, żydowskiego kapłana z Modin. Braćmi Szymona byli Jan zwany Gaddi, Juda Machabeusz, Eleazar zwany Auaran i Jonatan zwany Apfus. W grudniu 167 p.n.e. na polecenie syryjskiego króla Antiocha IV Epifanesa w świątyni jerozolimskiej postawiono ołtarz Jowisza Olimpijskiego. Wywołało to oburzenie wśród Żydów. Gdy przy ołtarzu w Modin pewien Judejczyk chciał złożyć ofiarę zgodnie z królewskim dekretem, został zamordowany przez Matatiasza. Po tym incydencie Matatiasz wraz z synami zbiegł w góry, pozostawiając cały dobytek w Modin. Z czasem przyłączyli się do nich asydejczycy. Według relacji 1 Księgi Machabejskiej:
Matatiasz i jego przyjaciele obchodzili [wszystkie miejscowości] i rozwalali ołtarze oraz obrzezywali nieobrzezane dzieci, jakie tylko spotkali na izraelskich ziemiach. Prześladowali synów pychy, a szczęście sprzyjało ich postępowaniu. Tak więc bronili Prawa przed poganami i królami i nie pozostawili grzesznikowi pola do działania.
Matatiasz zmarł już w 166 p.n.e. Umierając ustanowił swoim następcą Szymona, zaś na dowódcę wojska desygnował Judę. Szymon przez dłuższy czas po śmierci swojego ojca walczył u boku swych braci Judy i Jonatana. Jednak po pochwyceniu Jonatana przez Tryfona i jego śmierci objął rządy. Zdobył Akrę w Jerozolimie i Gezer. W 148 p.n.e. Żydzi i kapłani postanowili, że Szymon będzie ich władcą i arcykapłanem na stałe, aż pojawi się wiarygodny prorok, że będzie ich wodzem. Założył w ten sposób dynastię hasmonejską, której byt został potwierdzony ok. 139 p.n.e. przez Rzym. Antioch VII Sidetes początkowo potwierdził Szymonowi przywileje z jakich korzystał na mocy dekretów poprzednich Seleucydów i zwrócił się do niego przyjaźnie, jednak później kiedy nie chciał oddać Gezer, Akry i Jafy ani uiścić zapłaty za podatki z nich oraz ich opanowanie, wysłał przeciwko niemu Kandebaja. Jak podaje 1 Księga Machabejska Szymon wtedy wysłał przeciwko niemu dwóch swoich synów Judę i Jana, którzy go pokonali. Zarówno Józef Flawiusz, jak i 1 Księga Machabejska podają, że Szymon Machabeusz zginął podstępnie zamordowany podczas przyjęcia przez swojego zięcia Ptolemeusza. Jednak o ile Flawiusz stwierdza, że jego obecni na tym przyjęciu synowie – Matatiasz i Juda zostali zamordowani później, to według 1 Księgi Machabejskiej zginęli oni razem z ojcem. Szymon miał trzech synów: Judę, Matatiasza (zm. ok. 135 p.n.e.) i Jana (który objął po nim panowanie). 1 Mch mówi, że Ptolemeusz – wódz wyżyny Jerycha był jego zięciem, z czego wynika, że posiadał on także córkę.